# Wilhelm Ulrich (Ministerialbeamter)
Wilhelm Ulrich (* 22. Juli 1817 in Arnsberg; † 7. März 1872 in Berlin) war ein preußischer Ministerialbeamter. Er war langjähriger hochrangiger Mitarbeiter der katholischen Abteilung des preußischen Kultusministeriums. Außerdem war er Abgeordneter der Zentrumspartei.

## Leben
Ulrich war Sohn des Juristen K. J. Ulrich. In der von diesem zusammen mit Johann Friedrich Joseph Sommer herausgegebenen juristischen Zeitschrift er auch später publizierte. Ulrich besuchte das Gymnasium Laurentianum. Danach studierte er Rechtswissenschaften in Bonn, Heidelberg und Berlin. Anschließend trat er 1843 als Hilfsarbeiter im preußischen Justizministerium in den Staatsdienst ein. Zwischen 1844 und 1848 war er mit der Vorbereitung von Gesetzen im Unterrichtsministerium beschäftigt. Danach war er zunächst Hilfsarbeiter, seit 1852 Regierungsrat und seit 1858 vortragender Rat und seit 1866 Geheimer Oberregierungsrat in der Abteilung für die katholischen Kirchenangelegenheiten im Kultusministerium. Verschiedene Gesuche zur Versetzung zur Regierung in Münster wurden nicht berücksichtigt. Er war zwischen 1867 und 1869 Mitglied im Reichstag des norddeutschen Bundes.